# Conception (Misuri)
Conception es un lugar designado por el censo ubicado en el condado de Nodaway en el estado estadounidense de Misuri. En el Censo de 2010 tenía una población de 210 habitantes y una densidad poblacional de 106,69 personas por km².

## Geografía
Conception se encuentra ubicado en las coordenadas 40°14′19″N 94°40′41″O / 40.23861, -94.67806. Según la Oficina del Censo de los Estados Unidos, Conception tiene una superficie total de 1.97 km², de la cual 1.94 km² corresponden a tierra firme y (1.32%) 0.03 km² es agua.

## Demografía
Según el censo de 2010, había 210 personas residiendo en Conception. La densidad de población era de 106,69 hab./km². De los 210 habitantes, Conception estaba compuesto por el 83.81% blancos, el 0.48% eran afroamericanos, el 1.43% eran amerindios, el 6.67% eran asiáticos, el 0% eran isleños del Pacífico, el 6.67% eran de otras razas y el 0.95% pertenecían a dos o más razas. Del total de la población el 15.71% eran hispanos o latinos de cualquier raza.